# Gravit Designer
Gravit Designerは、Gravit社が開発、提供しているベクター画像編集・作成ソフトである。

## 概要
Gravit DesignerはGravit社が開発、無料提供しているベクター画像ソフトである。
無料版(Gravit Designer)と有料版(Gravit Designer PRO)がある。
2018年7月段階でのWindows版、mac OS版、Linux版、Chrome OS版、ブラウザ版がある。
Version 2019-2 から日本語に対応した。